# سعید رجائی خراسانی
سعید رجائی خراسانی (۱۳۱۵–۱۳۹۲) متولد کرمان بود. سفیر و نمایندهٔ دائم ایران در سازمان ملل متحد در زمان ریاست‌جمهوری علی خامنه‌ای و نمایندهٔ مردم تهران در مجلس شورای اسلامی در دوره‌های سوم و چهارم بود.

## تحصیلات
وی مدرک لیسانس خود را سال ۱۳۳۹ در رشته فلسفه از دانشگاه تهران دریافت کرد. آنگاه در در آغاز دهه ۱۳۴۰ خورشیدی در دبیرستان‌های کرمان مشغول به تدریس شد. سپس راهی لبنان شد و در سال ۱۳۴۶ از دانشگاه آمریکایی بیروت موفق به اخذ مدرک کارشناسی ارشد در رشته فلسفه آموزش و پرورش شد و مدرک دکترای فلسفه را سال ۱۳۵۵ از دانشگاه درهام انگستان دریافت کرد.

## فعالیتهای اداری و سیاسی
در بازگشت به ایران در سال ۱۳۴۷ در دانشگاه تبریز مشغول به کار شد و سپس فعالیت‌های اجرایی چون معاون اداره کل امور بین‌الملل دانشگاه تبریز، معاون دانشگاه تبریز را در زمان شاه و پس از انقلاب بر عهده داشت. او در زمان انقلاب از فعالین در انجمن‌های اسلامی دانشجویان در دانشگاه تبریز بود.
او در جریان جنبش آیت‌الله شریعتمداری در سمت مخالف او و از طراحان و مدافعان برخورد با حزب جمهوری خلق مسلمان ایران در تبریز بود.
سپس وی به کرمان رفته و در دانشگاه کرمان ریاست دانشگاه کرمان را برعهده گرفت. همچنین وی مدیر رادیو ایران، نماینده جمهوری اسلامی در سازمان ملل به مدت هفت سال، نماینده مردم تهران در مجلس شورای اسلامی در دوره‌های سوم و چهارم و مشاور عالی وزیر امور خارجه را در کارنامه خود دارد.
خراسانی ریاست هیئت پارلمانی ایران را در نود و دومین اجلاس بین المجالس در سال ۱۳۷۳ در دانمارک عهده‌دار بود.

## درگذشت
رجایی خراسانی که خود یکی از بنیانگذاران دانشگاه علوم پزشکی کرمان بود در شامگاه دوشنبه بیستم آبان در بیمارستان شفا کرمان درگذشت.

## خاطرات
مجموعه خاطرات سعید رجائی خراسانی طی مجموعه مقالاتی تحت عنوان مروری کوتاه بر زندگی‌نامه دکتر سعید رجائی خراسانی سفیر و نماینده دائم ایران در سازمان  توسط فرزندش  در پایگاه خبری آبتاب  منتشر شده‌است.

## اتهام دزدی
در سال ۱۳۶۵ گفته شد که سفیر ایران در سازمان ملل متحد به هنگام دزدی یک بارانی ۱۰۰ دلاری از یک فروشگاه دستگیر و سپس به خاطر مصونیت دیپلماتیک آزاد شده‌است. جان ونتوچی سخنگوی پلیس گفت که سعید رجایی خراسانی، ۵۰ ساله، در طبقه دوم بخش لباس مردانه الکساندر در مرکز منهتن سعی کرده یک بارانی را بدزدد. او در هنگام امتحان بارانی برچسب‌های قیمت را از آن کنده و به سمت درب خروجی رفته‌است، پس از آن مأمور امنیتی فروشگاه که از پیش او را تحت نظر داشت پلیس را خبر کرد. مأموران اف‌بی‌آی که از سوی فروشگاه فراخوانده شده بودند، رجایی خراسانی را به عنوان سفیر شناسایی کردند و او را به خاطر مصونیت دیپلماتیک آزاد کردند.
تلویزیون WNBC-TV گزارش داد که یک سخنگوی ایرانی این اتهام را تکذیب کرده و بیان داشته است که این یا یک سوءتفاهم بوده است.

## رابطه با آمریکا
رجایی خراسانی در اواخر دهه 70 نامه ای به رهبر ایران نوشت و از ضرورت ارتباط با آمریکا دفاع کرد او نخستین فرد از چهره‌های درونی حکومت ایران در این رابطه سخن گفت. سعید رجایی خراسانی پس از انتشار آن نامه، در صحنه سیاست ایران منزوی شد. 